# Росоховатець (зупинний пункт)
Росохова́тець — пасажирський залізничний зупинний пункт Тернопільської дирекції Львівської залізниці розташований на двоколійній, електрифікованій змінним струмом лінії Підволочиськ — Тернопіль.
Розташований у с. Росохуватець Підволочиського району Тернопільської області між станціями Підволочиськ (8 км) та Максимівка-Тернопільська (13,5 км).
На зупинному пункті зупиняються приміські поїзди.